# 하향정
하향정 (荷香亭)은 경복궁 경회루 연지의 서북쪽 담장 바로 옆에 자리한 정자이다. 건물의 면적은 13.8m²에 육각정 구조로 되어 있으며, 내부의 현판에 이승만 대통령의 글씨와 직인이 남아 있다.

## 역사
1865년 경복궁 중건 당시에는 없었으며 8.15 광복 후 이승만 정권 대에 설치된 건물이다. 이승만 대통령의 휴식처로 사용되었으며, 이곳에서 이 대통령과 프란체스카 도너 여사가 연지 풍경을 바라보며 낚시를 하는 사진이 남아 있다. 일설에는 1950년 6.25 전쟁 발발 당일 오전에도 이곳에서 휴식을 취하던 이 대통령이 남침 보고를 받았다는 이야기가 전해지며, 1959년에는 대목장 배희한이 수리를 한 것으로 알려졌다.
2013년 혜문 스님과 안민석 의원은 경복궁이 19세기 말의 모습을 기준으로 원형 복원이 이루어지고 있는 가운데 이승만 대통령 개인의 용도에 따라 지어진 건물이므로 철거되어야 한다는 주장을 제기하였다. 이에 대해 문화재위원회는 철거 후 부여군의 한국전통문화대학교로 이전하는 방안에 대해 근대적 의미가 존재한다는 이유를 들어 존치 결정을 내렸다.

## 청동 용
1997년 11월에는 하향정 근처 연지 바닥에서 구리합금 소재로 된 용 조각품이 출토되었다. 길이는 146.5cm, 최대폭은 14.2cm에 달한다. 경회루전도 (慶會樓全圖)에서는 화재 방지를 위해 동으로 만든 용 두 마리를 연못의 북쪽에 넣었다고 기록하여 그 중 하나인 것으로 추정되고 있다. 현재는 국립고궁박물관에 소장되어 있다.

## 같이 보기
- 경복궁
- 경회루